# Unionville (Iowa)
Unionville es una ciudad ubicada en el condado de Appanoose en el estado estadounidense de Iowa. En el Censo de 2010 tenía una población de 102 habitantes y una densidad poblacional de 52,86 personas por km².

## Geografía
Unionville se encuentra ubicada en las coordenadas 40°49′6″N 92°41′45″O / 40.81833, -92.69583. Según la Oficina del Censo de los Estados Unidos, Unionville tiene una superficie total de 1.93 km², de la cual 1.93 km² corresponden a tierra firme y (0%) 0 km² es agua.

## Demografía
Según el censo de 2010, había 102 personas residiendo en Unionville. La densidad de población era de 52,86 hab./km². De los 102 habitantes, Unionville estaba compuesto por el 100% blancos, el 0% eran afroamericanos, el 0% eran amerindios, el 0% eran asiáticos, el 0% eran isleños del Pacífico, el 0% eran de otras razas y el 0% pertenecían a dos o más razas. Del total de la población el 3.92% eran hispanos o latinos de cualquier raza.